# Niles Canyon Railway
| Dampfzug im Niles Canyon |                        |                                            |                                       |
| Betriebene und geplante Strecke |                        |                                            |                                       |
| Streckenlänge: | bis Pleasanton 17,7 km |                                            |                                       |
| Spurweite: | 1435 mm (Normalspur)   |                                            |                                       |
| Minimaler Radius: | 180 m                  |                                            |                                       |
| |                        |                                            |                                       |
| \| \| \| Strecke der ehem. Western Pacific Railroad \| \| \| \| \| nach Stockton, Gleise sind abgebaut \| \| \| \| 65,9 \| Pleasanton \| 103 m ü. M. \| \| \| \| Bernal Avenue \| \| \| \| \| Valley Avenue \| \| \| \| \| US 680 \| \| \| \| \| Pleasanton Sunol Road \| \| \| \| \| Happy Valley Road, Gleise liegen noch \| \| \| \| 62,3 \| Oakland Subdivision \| Oakland Subdivision \| \| \| \| Pleasanton Sunol Road \| \| \| \| 61,2 \| Abzweigung zur Oakland Subdivision \| Abzweigung zur Oakland Subdivision \| \| \| \| Pleasaton Sunol Road \| \| \| \| \| Arroyo de la Laguna (152 m) \| \| \| \| \| Ausweichstelle \| \| \| \| \| Bond Street \| \| \| \| \| Kilkare Road \| \| \| \| 57,9 \| Sunol \| 83 m ü. M. \| \| \| \| Brightside , Depot, Werkstatt \| \| \| \| \| Brightside \| \| \| \| \| Abstellgleis \| \| \| \| \| Alameda Creek (115 m) \| \| \| \| \| Secret Sidewalk Abstellgleis \| \| \| \| \| Alameda Creek (98 m) \| \| \| \| \| Niles Canyon Road \| \| \| \| \| Mission Boulevard \| \| \| \| \| Gleisdreieck \| \| \| \| 48,2 \| Fremont/Niles \| 27 m ü. M. \| \| \| \| Kilometrierung der WP ab San Francisco[1] \| \| \| \| \| \| \| \| Quellen: [2] \| \| \| \| |                        |                                            |                                       |
| |                        | Strecke der ehem. Western Pacific Railroad |                                       |
| Strecke (außer Betrieb) |                        | nach Stockton, Gleise sind abgebaut        | nach Stockton, Gleise sind abgebaut   |
| Bahnhof (Strecke außer Betrieb) | 65,9                   | Pleasanton                                 | 103 m ü. M.                           |
| Bahnübergang (Strecke außer Betrieb) |                        | Bernal Avenue                              | Bernal Avenue                         |
| Bahnübergang (Strecke außer Betrieb) |                        | Valley Avenue                              | Valley Avenue                         |
| Strecke mit Straßenbrücke (Strecke außer Betrieb) |                        | US 680                                     | US 680                                |
| Brücke (Strecke außer Betrieb) |                        | Pleasanton Sunol Road                      | Pleasanton Sunol Road                 |
| Brücke (Strecke außer Betrieb) |                        | Happy Valley Road, Gleise liegen noch      | Happy Valley Road, Gleise liegen noch |
| Kreuzung geradeaus unten (Strecke geradeaus außer Betrieb) | 62,3                   | Oakland Subdivision                        | Oakland Subdivision                   |
| Bahnübergang (Strecke außer Betrieb) |                        | Pleasanton Sunol Road                      | Pleasanton Sunol Road                 |
| Abzweig geradeaus und von links | 61,2                   | Abzweigung zur Oakland Subdivision         | Abzweigung zur Oakland Subdivision    |
| Bahnübergang |                        | Pleasaton Sunol Road                       | Pleasaton Sunol Road                  |
| Brücke über Wasserlauf |                        | Arroyo de la Laguna (152 m)                | Arroyo de la Laguna (152 m)           |
| Dienststation / Betriebs- oder Güterbahnhof |                        | Ausweichstelle                             | Ausweichstelle                        |
| Bahnübergang |                        | Bond Street                                | Bond Street                           |
| Bahnübergang |                        | Kilkare Road                               | Kilkare Road                          |
| Bahnhof | 57,9                   | Sunol                                      | 83 m ü. M.                            |
| Dienststation / Betriebs- oder Güterbahnhof |                        | Brightside , Depot, Werkstatt              | Brightside , Depot, Werkstatt         |
| Bahnübergang |                        | Brightside                                 | Brightside                            |
| Abzweig geradeaus und nach rechts |                        | Abstellgleis                               | Abstellgleis                          |
| Brücke über Wasserlauf |                        | Alameda Creek (115 m)                      | Alameda Creek (115 m)                 |
| Abzweig geradeaus und von rechts |                        | Secret Sidewalk Abstellgleis               | Secret Sidewalk Abstellgleis          |
| Brücke über Wasserlauf |                        | Alameda Creek (98 m)                       | Alameda Creek (98 m)                  |
| Bahnübergang |                        | Niles Canyon Road                          | Niles Canyon Road                     |
| Brücke |                        | Mission Boulevard                          | Mission Boulevard                     |
| Abzweig geradeaus, nach links und von links |                        | Gleisdreieck                               | Gleisdreieck                          |
| Kopfbahnhof Streckenende | 48,2                   | Fremont/Niles                              | 27 m ü. M.                            |
| |                        | Kilometrierung der WP ab San Francisco     |                                       |
| |                        |                                            |                                       |
| Quellen: |                        |                                            |                                       |

Die Niles Canyon Railway (NCRy)  ist eine Museumseisenbahn, die auf der Strecke der ersten US-amerikanischen Transkontinentalbahn verkehrt. Sie befährt 14 Kilometer der wiederaufgebauten Bahnstrecke zwischen Sunol (Kalifornien), durch den Niles Canyon nach Fremont (Kalifornien), an der östlichen Bucht von San Francisco. Die NCRy ist im National Register of Historic Places als Niles Canyon Transcontinental Railroad Historic District aufgeführt. Die Bahn wird von einer gemeinnützigen Organisation, der Pacific Locomotive Association, Inc. betrieben. Deren Ziel ist es, historische Fahrzeuge zu restaurieren und zu erhalten. Die NCRy bietet ganzjährig Ausflüge mit Dampf- und Diesellokomotiven an.

## Geschichte

### Die erste Transkontinentalbahn (1862–1869)
Die Western Pacific Railroad Company (WP, gegründet 1862) begann mit dem Bau von San José (Kalifornien) in Richtung Sacramento. Zu Beginn wurden 32 Kilometer Strecke erbaut und erreichten den Alameda Creek Canyon im Jahr 1866. Der erste Passagierzug fuhr am 2. Oktober desselben Jahres. Der Bau wurde jedoch kurz darauf wegen Meinungsverschiedenheiten zwischen der Eisenbahn und ihren Finanziers gestoppt.
Im September 1869 konnte die Central Pacific Railroad die transkontinentale Eisenbahnverbindung, zwischen Sacramento und der Bucht von San Francisco fertigstellen und beendete auch den Bau der Strecke durch den Niles Canyon. Danach hatte die CP die Western Pacific und andere lokale Eisenbahnen erworben und eine Verbindung zum Alameda Point Terminal an der Bucht von San Francisco fertiggestellt. Die Central Pacific errichtete schließlich ein Frachtterminal am westlichen Ende des Canyons, an dem bald darauf die Stadt Niles gegründet wurde.

### Die Southern Pacific Railroad (1869–1984)
Der Central Pacific wurde schließlich Teil des Southern Pacific Railroad Systems. Im Laufe der Jahre investierte die SP stark in die Hauptstrecke nach Norden durch Benicia und Martinez (Kalifornien). Die Gleise im Canyon wurden so zu einer sekundären Hauptstrecke. Seit 1865 wurde die Linie durch den Niles-Canyon nur wenig modernisiert. So blieben die ursprünglichen Steinbrückenwiderlager, Durchlässe und Stützmauern aus der Zeit der Western Pacific, bis heute erhalten.
Dampflokomotiven zogen 80 Jahre lang Züge durch den Niles Canyon, bevor Dieselloks in den 1950er Jahren die Zugführung übernahmen. Nach 120 Jahren Eisenbahn im Canyon stellte die Southern Pacific 1984 den Betrieb auf der Linie ein. Sie ließ die Gleise entfernen und übertrug das Land an das Alameda County.

### Die Niles Canyon Railway (ab 1987)
Die Pacific Locomotive Association, Inc. schloss eine Vereinbarung mit dem Alameda County und begann daraufhin 1987, mit dem Wiederaufbau der Eisenbahnlinie. Der erste Teil der Strecke von Sunol nach Brightside, konnte von Freiwilligen innerhalb eines Jahres wiederhergestellt werden. 122 Jahre nach dem ersten Zug der Western Pacific, konnte am 21. Mai 1988 wieder der erste Personenzug den Niles Canyon befahren. Eine Verlängerung der Bahnlinie, von 8 Kilometer bis nach Pleasanton (Kalifornien), ist in Planung.

## Bilder

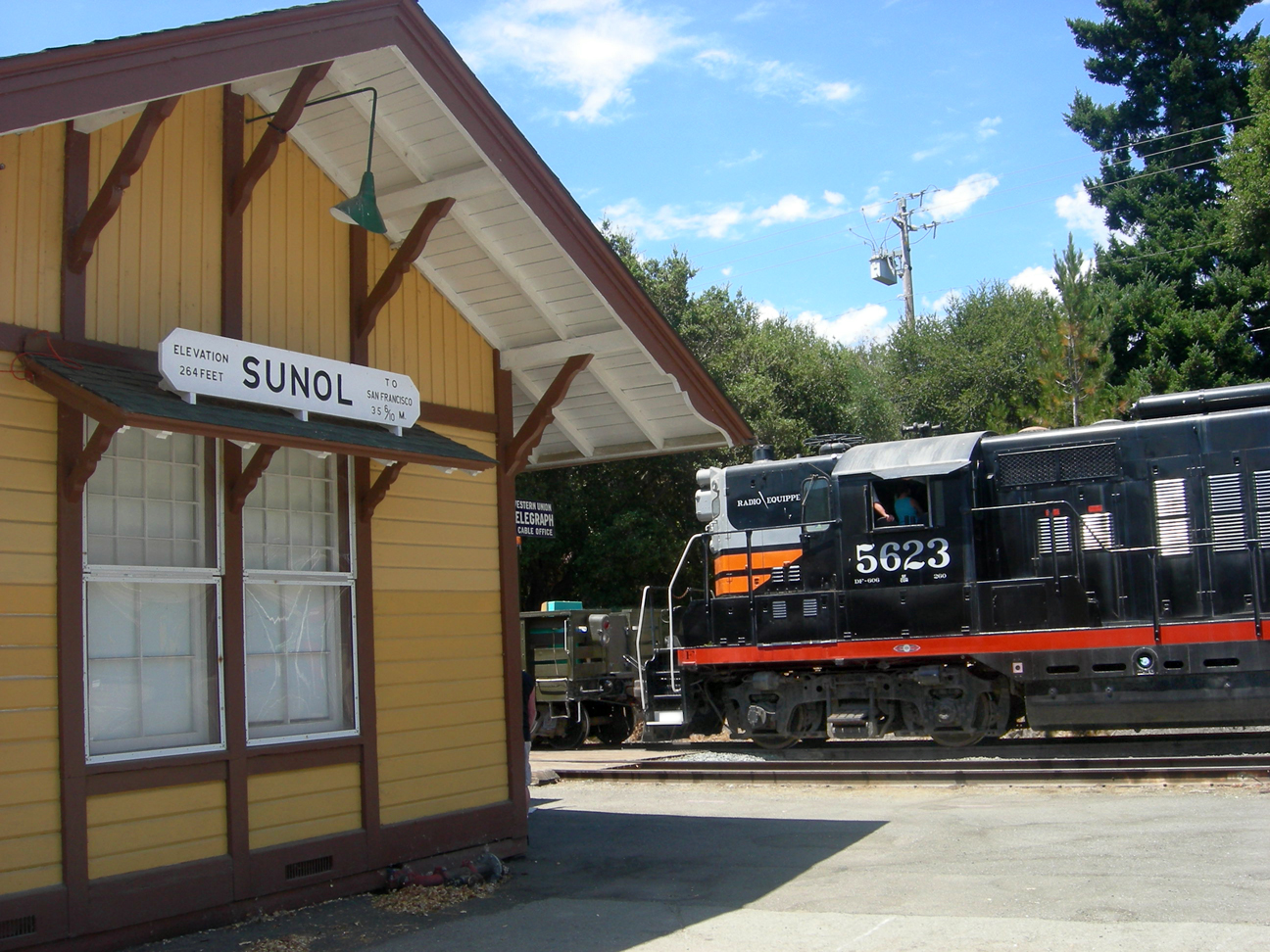
Lok Nr. 5623 im Bahnhof von Sunol
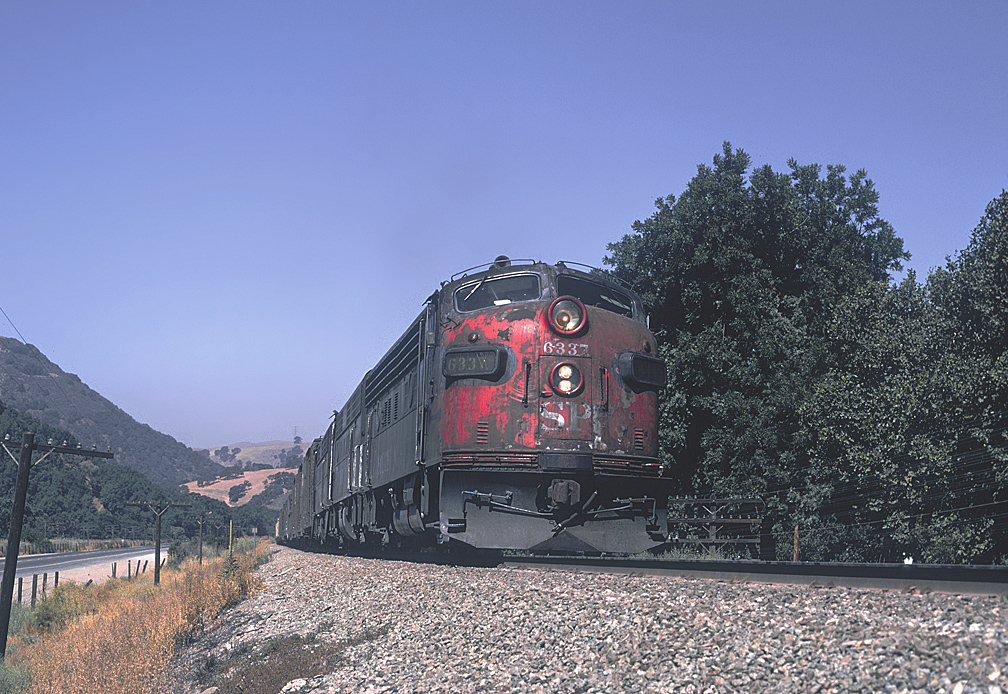
SP Lok Nr. 6337 im Niles Canyon, 1969
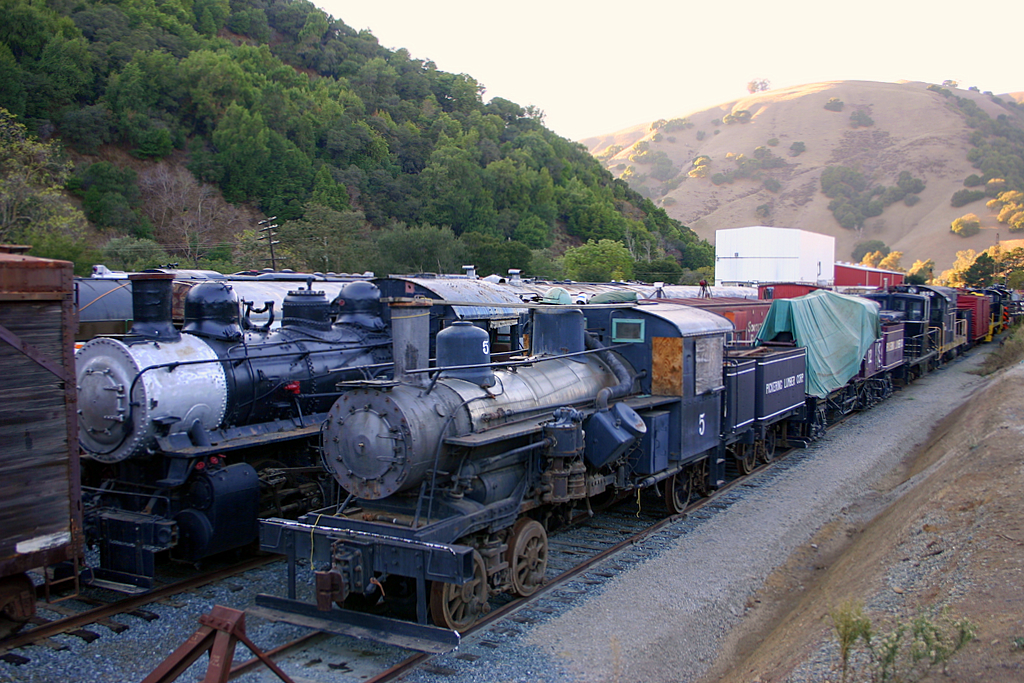
Betriebshof der NCRy in Brightside, 2007
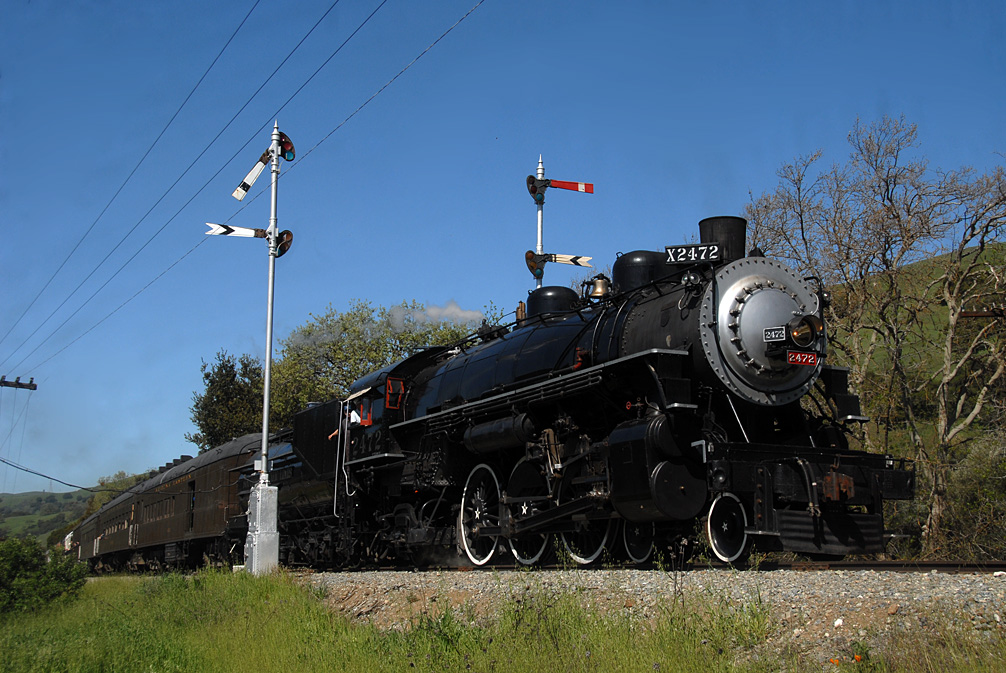
Ehemalige Lok X2472 auf der Strecke
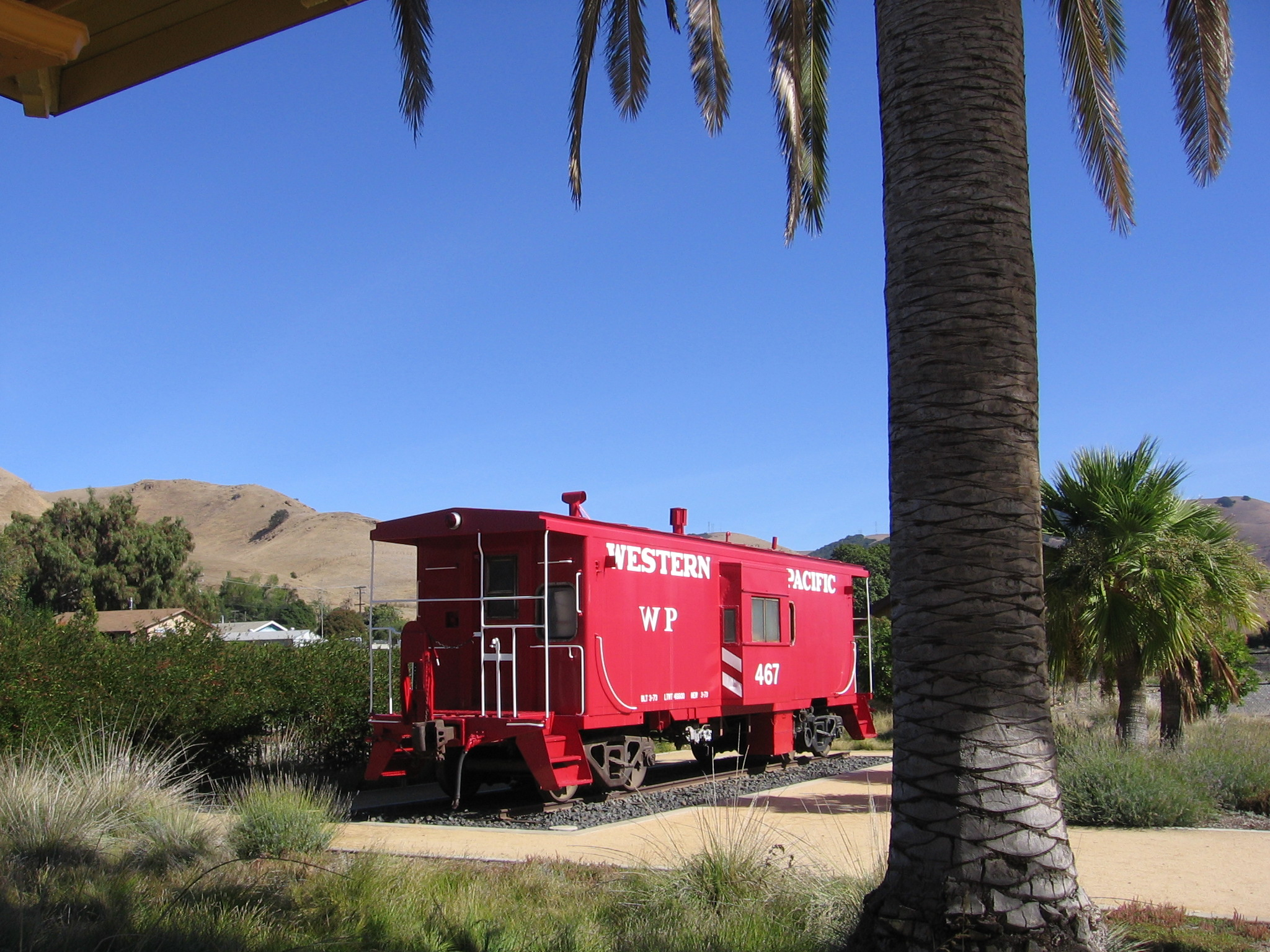
WP Caboose 467 am Depot von Niles
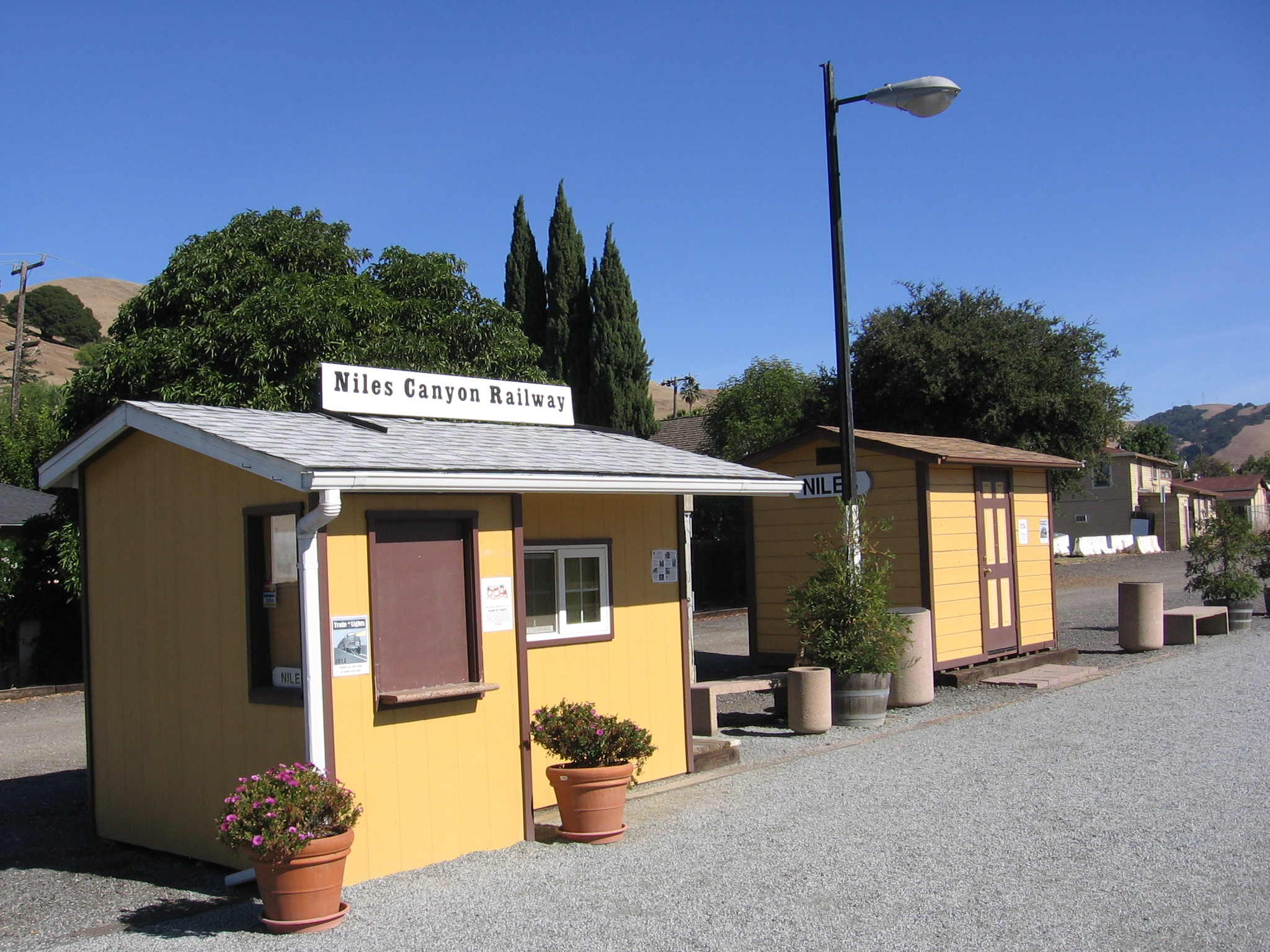
Die Haltestelle in Niles

## Fahrzeuge aktuell
| Dampflokomotiven  |                            |                                         |      |        | |  |
| 2                 | 2-6-2T                     | American Locomotive Company             | 1924 | 65032  | Ehem. Quincy Railroad Co., 1990 bei der NCRy restauriert, 2002 erneut revidiert, in Betrieb.                                                                                 |  |
| 3                 | 2-6-2T                     | American Locomotive Company             | 1927 | 67544  | Ehem. Robert Dollar Co., 1999 bis 2007 bei der NCRy restauriert, in Betrieb.                                                                                                 |  |
| 4                 | 2-6-6-2T                   | Baldwin Locomotive Works                | 1924 | 57684  | Ehem. Clover Valley Lumber Co., seit 2005 bei der NCRy, hat Fahrwerksreparaturen erhalten, in Betrieb.                                                                       |  |
| 5                 | 3-Truck                    | Heisler Locomotive Works                | 1913 | 1268   | Ehem. Pickering Lumber Co., seit 2005 bei der NCRy, in Brightside (Kalifornien) gelagert.                                                                                    |  |
| 12                | 3-Truck Shay               | Lima Locomotive Works                   | 1903 | 789    | Ehem. Pickering Lumber Co., seit 2005 bei der NCRy, in Brightside (Kalifornien) gelagert.                                                                                    |  |
| 30                | 2-6-2 Prairie              | Baldwin Locomotive Works                | 1922 | 55412  | Ehem. Sierra Railway, wir bei der NCRy restauriert. |  |
| 1269              | 0-6-0                      | Southern Pacific Railroad               | 1921 |        | Ehem. Southern Pacific, bei der NCRy gelagert. |  |
| 1744              | 2-6-0 Mogul (SP Class M-6) | Baldwin Locomotive Works                | 1901 | 19671  | Ehem. SP, in Revision und soll danach eingesetzt werden. |  |
| 2467              | 4-6-2 Pacific              | Baldwin Locomotive Works                | 1921 |        | Ehem. SP, wurde bis 2015 bei der NCRy eingesetzt, in Revision. |  |
| Diesellokomotiven |                            |                                         |      |        | |  |
| 103               | B                          | Plymouth Locomotive Works               | 1929 | 3368   | Ehem. Castro Point Railway, wurde bei der NCRy restauriert. |  |
| 101               | B-B                        | Baldwin Locomotive Works                | 1948 | 73773  | Ehem. Oakland Terminal Railway Co., 1990 erworben und seither gelagert. |  |
| 298               | B-B-160                    | GE Transportation Systems               | 1943 | 27861  | Ehem. US Navy, 1993 erworben und restauriert, in Betrieb. |  |
| 462               | B-B                        | GE Transportation Systems               | 1943 | 17927  | Ehem. Atchison, Topeka and Santa Fe Railway, 1989 bei der NCRy eingetroffen, 1999 Außerdienststellung, seither gelagert.                                                     |  |
| 713               | B-B                        | Electro-Motive Diesel                   | 1953 | 18169  | Ehem. Western Pacific Railroad, 1984 erhalten, 2017 neu lackiert, 2020 neuer Hauptgenerator, in Betrieb.                                                                     |  |
| 918-D             | B-B                        | Electro-Motive Diesel                   | 1950 | 8973   | Ehem. Western Pacific Railroad, 2002 in Oakland (Kalifornien) restauriert, seit 2005 bei der NCRy.                                                                           |  |
| 1195              | B-B                        | Electro-Motive Diesel                   | 1954 | 19645  | Ehem. Southern Pacific Transportation, 2012 von der Richmond Pacific Railroad erworben, hat 2018 wieder die SP-Lackierung erhalten, in Betrieb.                              |  |
| 1218              | B-B                        | American Locomotive Company             | 1955 | 1218   | Ehem. SP Nr. 1051, seit 2005 bei der NCRy, wir restauriert. |  |
| 1423              | B-B                        | Electro-Motive Diesel                   | 1949 | 7314   | Ehem. SP, 2000 von der Parr Terminal Railroad gespendet, 2000 umlackiert, seit 2001 in Betrieb.                                                                              |  |
| 1856              | B-B                        | Fairbanks-Morse Beloit                  | 1953 | 12L680 | Ehem. US Army, seit 2013 bei der NCRy, in Betrieb |  |
| 5472              | C-C                        | Electro-Motive Diesel                   | 1956 | 21297  | Ehem. SP, 2003 erworben, 2004 Restauriert, seit 2005 in Betrieb. |  |
| 5623              | B-B                        | Electro-Motive Diesel                   | 1955 | 19978  | Ehem. SP, 2005 von der Oakland Terminal Railway zurückbekommen, seither in Betrieb.                                                                                          |  |
| 7348              | B-B-130                    | GE Transportation Systems               | 1942 |        | Ehem. US Army, 1994 erworben, in Betrieb. |  |
| 9010              | C-C                        | Krauss-Maffei                           | 1964 | 19106  | Ehem. SP, 2008 erworben, seit 2009 in Restaurierung. |  |
| Triebwagen        |                            |                                         |      |        | |  |
| M200              | B-B                        | Skagit Steel & Iron Works, MAC Division | 1926 |        | Ehem. Longview, Portland and Northern Railway Nr. 20, 1975 erworben und restauriert, bis 1985 bei der Central Pacific Railway in Betrieb, seit 1988 bei der NCRy in Betrieb. |  |
| M601              | 2-A                        | Western Pacific Sacramento Shops        | 1929 |        | 1982 erworben, in Fremont (Kalifornien) gelagert. |  |
| [ 4 ]             |                            |                                         |      |        | |  |